# بازتاب من
بازتاب من (به اسپانیایی: Mi Reflejo) دومین آلبوم استودیویی و نخستین آلبوم اسپانیایی زبان خواننده آمریکایی کریستینا آگیلرا است که در ۱۲ سپتامبر ۲۰۰۰ منتشر شد.